# Argyrophis siamensis
Argyrophis siamensis — вид змій родини сліпунів (Typhlopidae). Мешкає в Південно-Східній Азії.

## Поширення і екологія
Argyrophis siamensis мешкають на південному сході Таїланду, в Камбоджі і Південному В'єтнамі. Вони живуть у вологих рівнинних тропічних лісах.